# NGC 570
NGC 570 ist eine Balken-Spiralgalaxie mit aktivem Galaxienkern vom Hubble-Typ SBa im Sternbild Walfisch südlich der Ekliptik. Sie ist schätzungsweise 248 Millionen Lichtjahre von der Milchstraße entfernt und hat einen Durchmesser von etwa 115.000 Lichtjahren.

Im selben Himmelsareal befinden sich u. a. die Galaxien NGC 545, NGC 548, NGC 565, NGC 585.
Das Objekt wurde am 31. Oktober 1867 von George Mary Searle entdeckt.